# Josef Hornauer
Josef Hornauer (* 14. Januar 1908 in München; † 12. Dezember 1985 ebenda) war ein deutscher Fußballspieler.

## Karriere

### Vereine
Hornauer, technisch begabt und mit einem guten Schuss ausgestattet, gehörte von 1925 bis 1928 dem SV 1860 München an, für den er in den vom Süddeutschen Fußball-Verband ausgetragenen Meisterschaften in der Bezirksliga Bayern, in der seinerzeit regional höchsten Spielklasse, Punktspiele bestritt. Von 1928 bis 1934 spielte er für den 1. FC Nürnberg, seine letzte Saison in der Gauliga Bayern, eine von zunächst 16, später auf 23 aufgestockten Gauligen zur Zeit des Nationalsozialismus als einheitlich höchste Spielklasse im Deutschen Reich. Während seiner Vereinszugehörigkeit errang er dreimal die Nordbayrische und einmal die Süddeutsche Meisterschaft sowie die Gaumeisterschaft Bayern. Aufgrund der Erfolge nahm er mit den Nürnbergern viermal an der Endrunde um die Deutsche Meisterschaft teil und bestritt zehn Endrundenspiele, in denen er eben so viele Tore erzielte. Am 21. Juli 1929, 15. Juni 1930 und 29. Mai 1932 schied er mit seiner Mannschaft mit 2:3 (im Wiederholungsspiel), mit 3:6 jeweils gegen Hertha BSC und mit 0:2 gegen den FC Bayern München jeweils im Halbfinale aus dem Wettbewerb aus.

### Nationalmannschaft

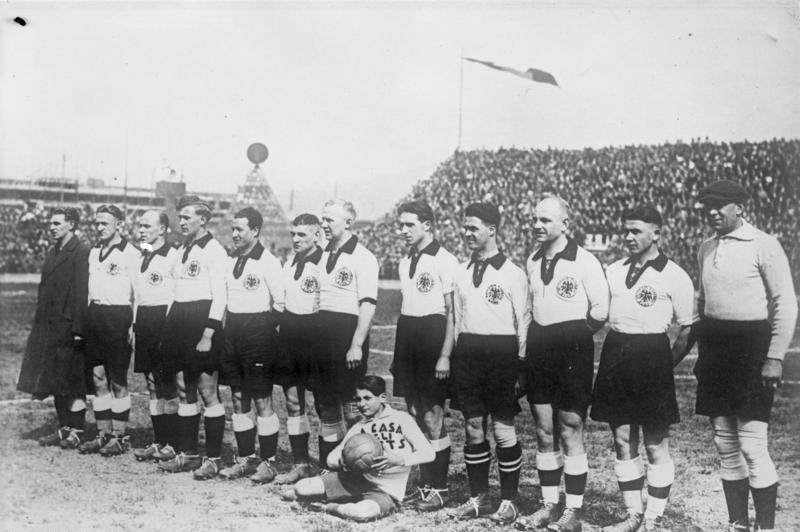
Hornauer (5. v. r.) und Mitspieler im Mai 1929 vor dem Länderspiel gegen Italien

Hornauer bestritt fünf Länderspiele für die A-Nationalmannschaft, für die er am 15. April 1928 unter Otto Nerz im Berner Stadion Neufeld beim 3:2-Sieg über die Schweizer Nationalmannschaft debütierte. Sein zweites Länderspiel am 28. April 1929 im Stadio Filadelfia in Turin beim 2:1-Sieg über die Nationalmannschaft Italiens krönte er sogleich mit seinem ersten Länderspieltor, dem Treffer zum 1:1 in der zwölften Minute. In der Hölle von Turin war es aber hauptsächlich Heinrich Stuhlfauth zu verdanken, der an diesem Tage über sich hinauswuchs und alle italienischen Chancen vereitelte. Mit diesem Sieg verschaffte sich der deutsche Fußballsport jedoch endgültige Anerkennung und Beachtung. Seinen letzten Einsatz als Nationalspieler hatte er am 13. September 1931 im Wiener Praterstadion bei der 0:5-Niederlage gegen das Wunderteam aus Österreich unter der Spielführung von Matthias Sindelar, der drei Tore erzielte.
Des Weiteren nahm er mit der Nationalmannschaft am vom 27. Mai bis 13. Juni 1928 in Amsterdam ausgetragenen olympischen Fußballturnier teil und bestritt das am 28. Mai mit 4:0 über die Schweizer Nationalmannschaft gewonnene Achtelfinale und das mit 1:4 gegen den späteren Olympiasieger, der Nationalmannschaft Uruguays verlorene Viertelfinale. Die Niederlage ging mit dem unglücklichen Auftreten und den Begleitumständen – Feldverweis für Hans Kalb und Richard Hofmann sowie die Verletzungen von Josef Pöttinger, Heinrich Weber und Heinrich Stuhlfauth – geschuldet, als die Schmach von Amsterdam in die Annalen ein.

### Karriereende
Hornauers Karriereende verlief spektakulär: Mit nicht einmal 26 Jahren machte er von einem auf den anderen Tag Schluss; Gerüchten zufolge konnte er es nicht verwinden, dass ihm der Spieler Max Eiberger einmal vorgezogen wurde.

## Erfolge
- Gaumeister Bayern 1934
- Süddeutscher Meister 1929
- Nordbayrischer Meister 1929, 1930, 1933